# Землянка (Шосткинський район)
Земля́нка — село в Україні, у Березівській сільській громаді Шосткинського району Сумської області. Населення становить 598 осіб.

## Географія
Село Землянка знаходиться на відстані 1 км від лівого берега річки Есмань, на берегах річки Сливка. За 1,5 км розташоване село Шевченкове. По селу протікають пересихаючі струмки з загатами. До села примикає великий лісовий масив (дуб, сосна).
До м.Глухова - 22 км. Через село проходить дорога, яка зв'язує Глухів із залізничною станцією Воронізька (Терещенська).
Біля села розташований Верхньоесманський заказник.

## Історія
Село розкинулося на берегах річки Сливка. Назва цієї річки, за легендою, саме така, бо маленькі річечки, що протікати поблизу села, впадали («сливалися») в неї. Перша згадка про село припадає на першу половину XVII століття. 
У селі була Покровська церква. 
У Семена Федоровича Уманця разом із Глуховом, Землянкою та хутором Процівка було 129 душ обох статей.

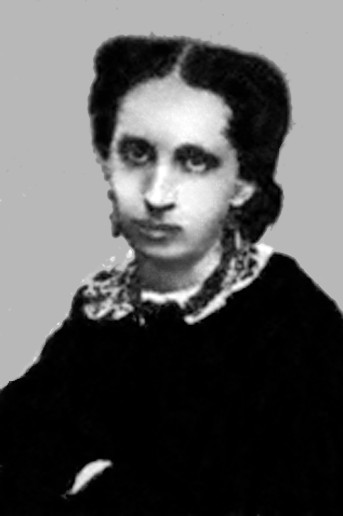
Пелагея Бартош

З 1917 — у складі УНР, з квітня 1918 — у складі Української Держави Гетьмана Павла Скоропадського. З 1921 тут панує стабільний окупаційний режим комуністів, якому чинили опір місцеві мешканці.
12 червня 2020 року, відповідно до розпорядження Кабінету Міністрів України № 723-р «Про визначення адміністративних центрів та затвердження територій територіальних громад Сумської області», село увійшло до складу Березівської сільської громади.
19 липня 2020 року, в результаті адміністративно-територіальної реформи та ліквідації Глухівського району, село увійшло до складу новоутвореного Шосткинського району.

#### Російське вторгнення в Україну (з 2022)
13 серпня 2024 року в селі внаслідок ракетного удару були пошкоджені шість будинків, магазин та будинок культури.

## Культура
- В селі діє етнографічний музей Пелагеї Бартош.[8]
- В селі діє гурт автентичного співу «Панянки із Землянки».

## Відомі люди
- Голуб Анатолій Петрович (1933—2020) — український письменник та дослідник історії Руху Опору, учасник німецько-радянської війни.
- Гутянко Володимир Миколайович
- Калиновський Анатолій Васильович (1901—1987) — український письменник, редактор, поет-сатирик, член УРДП та ОУП «Слово».
- Пелагея Литвинова-Бартош (1833–1904) — український етнограф, фольклорист. Вона документувала українські звичаї, створила азбуку для дітей-селян і навіть заснувала власну школу. Одна з найцінніших праць Пелагеї - «Весільні обряди та звичаї в селі Землянка Глухівського повіту на Чернігівщині». У ній детально описані всі 25 весільних обрядів, які були 100-150 років тому: від «допиток» до «одводин».